# Temotuwaaierstaart
De temotuwaaierstaart (oude naam Santa-Cruzwaaierstaart) (Rhipidura melanolaema) is een zangvogel uit de familie Rhipiduridae (waaierstaarten). De vogel is endemisch op de Santa Cruzeilanden in het zuidoosten van de Salomonseilanden.

## Taxonomie
De vogel werd in 1879 door de Britse vogelkundige Richard Bowdler Sharpe als aparte soort beschreven. Lange tijd was dit taxon een ondersoort van wat de gevlekte waaierstaart (R. rufifrons) heette. Op de IOC World Bird List versie 14.1 zijn deze ondersoorten echter afgesplitst als aparte soorten.

## Kenmerken
Het is een zangvogel van ongeveer 15 -17 cm lengte. De vogel is van boven donker grijsbruin; de stuit is kastanjebruin en de bovenkant van de staart is bijna zwart. De vogel heeft een zwart kraagje dat uitloopt in donkere spikkels op de borst. De keel is helderwit. Kenmerkend is een witte vlek op het voorhoofd. De waaiervormige staart is van onder donkergrijs met witte uiteinden aan de staartpennen.

## Verspreiding en leefgebied
Deze vogel komt voor op de Santa Cruzeilanden en telt drie ondersoorten:
- R. m. r. agilis Mayr, 1931: Nendö.
- R. m. melanolaema Sharpe, 1879: Vanikoro.
- R. m. utupuae Mayr, 1931: Utupua.

De soort komt voor in tropisch en subtropisch bos in laagland tot op 1100 meter hoogte boven zeeniveau.